# Madonias

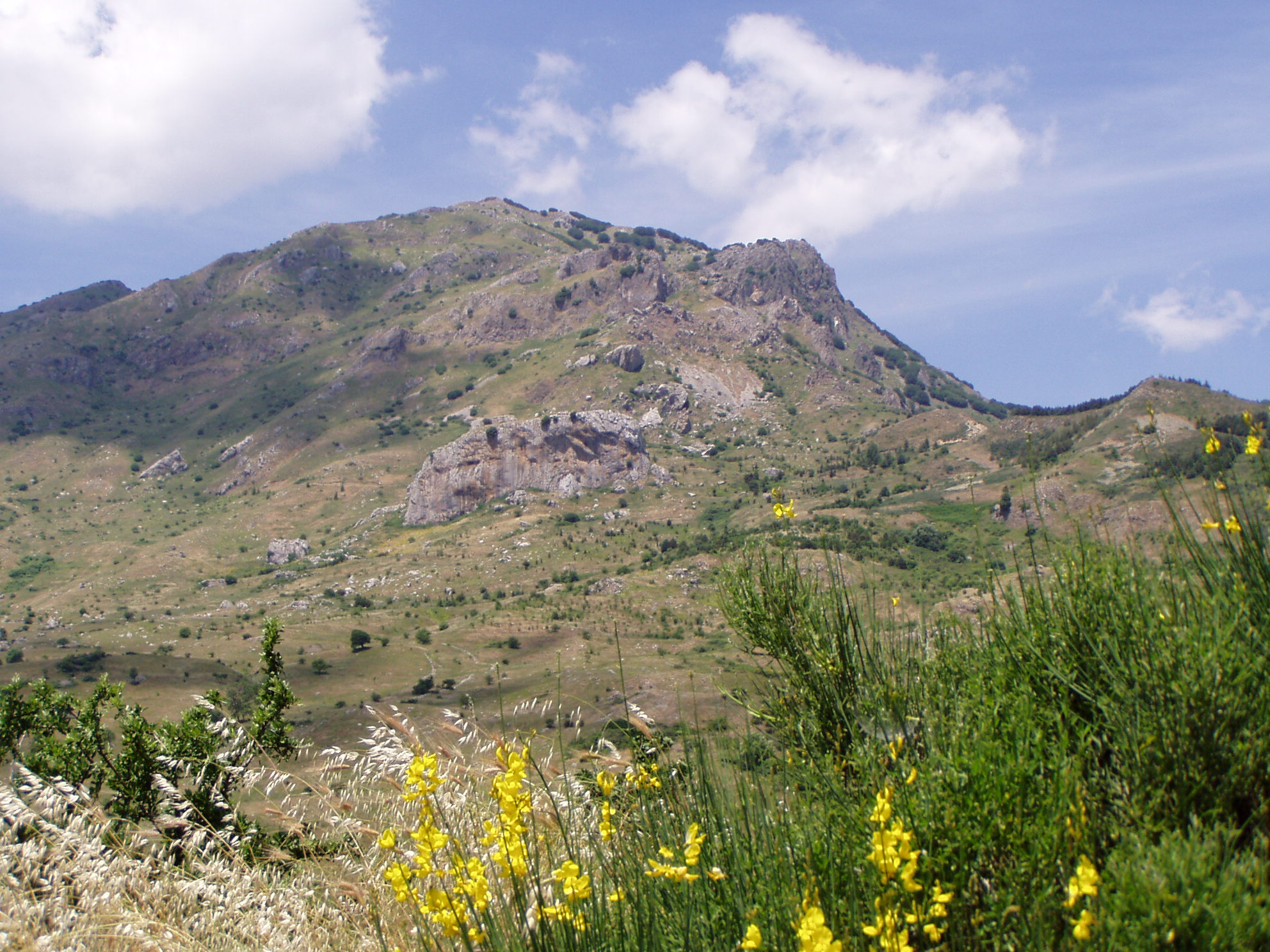
As Madonias

As Madonias (em italiano Madonie e em siciliano Madunìi) são uma cadeia de montanhas localizadas na Sicília centro-oriental na província de Palermo. As Madonias fazem parte do Apenino Sículo, juntamente com os montes Peloritanos e com os montes Nébrodes (na província de Messina).
Parte da cadeia montanhosa forma o Parque das Madonias, estendendo-se na costa setentrional da ilha entre os vales dos rios Imera a oeste e Pollina a leste.
O pico mais alto é o Pizzo Carbonara (1979 metros), segunda montanha mais alta da Sicília depois do Etna. Entre as montanhas mais altas estão o Pizzo Antenna Grande (1977 metros), Pizzo Palermo (1964 metros), Monte Ferro (1906 metros), Monte Mufara (1865 metros), Monte San Salvatore (1912 metros) e Pizzo Scalonazzo (1904 metros).
Geologicamente as Madonias são formadas por rochas formadas nos últimos vinte milhões de anos (do Mioceno ao Pleistoceno). No centro do grupo montanhoso (zona Pizzo Carbonara-Monte Ferro) há uma vasta zona cársica.

## Parque das Madonias
O parque foi criado em 9 de novembro de 1989 e estende-se pelo territórios de quinze municípios da província de Palermo, são eles: Caltavuturo, Castelbuono, Castellana Sicula, Cefalù, Collesano, Geraci Siculo, Gratteri, Isnello, Petralia Soprana, Petralia Sottana, Polizzi Generosa, Pollina, San Mauro Castelverde, Scillato e Sclafani Bagni.